# Кожанка (Киевская область)
Ко́жанка — посёлок в Фастовском районе Киевской области Украины.

## Географическое положение
Находится на реке Каменке, в 18 км от города Фастова.

## История
Кожанка основана в XIV веке.
В 1895 году село Кожанка было волостным центром Кожанской волости Васильковского уезда Киевской губернии Российской империи, здесь было 128 дворов и 1101 житель, действовали свеклосахарный завод, одноклассное училище и православная церковь.
В ходе Великой Отечественной войны село было оккупировано немецкими войсками, в дальнейшем восстановлено.
С 10 апреля 1972 года - посёлок городского типа. В 1973 году здесь действовали сахарный комбинат, молокозавод и кирпичный завод.
В 1981 году здесь действовали сахарный комбинат, кирпичный завод, межколхозное предприятие по откорму крупного рогатого скота, две общеобразовательные школы, амбулатория, два Дома культуры, четыре библиотеки и клуб.
В январе 1989 года численность населения составляла 3469 человек.
В мае 1995 года Кабинет министров Украины утвердил решение о приватизации находившегося здесь сахарного завода. В октябре 1995 года было утверждено решение о приватизации свеклосовхоза.
На 1 января 2013 года численность населения составляла 2113 человек.

## Транспорт
Железнодорожная станция на линии Казатин — Фастов.

## Достопримечательности
В посёлке находится Покровская церковь, возведённая в 1761 году, которая представляет собой интересный памятник деревянной архитектуры Правобережья.

## Известные уроженцы
- Иван Белоконь (1914—1975) — советский ботаник.
- Карпенко Николай Прокофьевич (4.07.1921—1999) — капитан 1 ранга, участник ВОВ, родился в Кожанке в семье крестьянина, пошел на ВОВ моряком, воевал в Севастополе[источник не указан 538 дней], жил в Киеве[источник не указан 538 дней], похоронен на Байковом кладбище[источник не указан 538 дней].
- Феодосий (Ковернинский) (1895—1980) — епископ РПЦ: Буковинский |  Кировоградский и Николаевский | Архангельский.
- Иван Николаенко (1921—1948) — Герой Советского Союза, участник ВОВ. Родился, жил, скончался и был похоронен в посёлке.